# 倉石忠雄
仓石忠雄（日语：倉石 忠雄/くらいし ただお，1900年7月2日—1986年11月8日），是日本政治人物，众议院议员，曾担任佐藤荣作、田中角荣时期的农林水产大臣，大平正芳时期的法務大臣。

## 生平
1900年，出生。
1930年，留学英国。
1939年，在台湾任南日本化学工业公司经理。
1947年，当选众议员。
1955年，任劳动大臣。
1956年，任自民党国会对策委员会委员长。
1958年，任劳动大臣。
1963年，任众议院劳工特别委员会委员长。
1967年，任农林大臣。
1972年，任自民党政调会长。
1973年，任农林大臣。
1978年，任自民党总务会长。
1979年，任法务大臣。
1986年，病逝。